# 埃里克·林卡尔
埃里克·林卡尔（羅馬尼亞語：Erik Lincar，1978年10月16日—），罗马尼亚男子足球运动员，场上位置是中场。他曾代表罗马尼亚国家队参加2000年欧洲足球锦标赛，结果队伍止步八强。